# Georgi Borissowitsch Schulpin
Georgi Borissowitsch Schulpin (russisch Георгий Борисович Шульпи́н, englische Transkription Georgiy Borisovich Shul’pin oder Shulpin; * 22. Juli 1946 in Moskau; † 3. März 2023) war ein russischer Chemiker.
Schulpin studierte Chemie an der Lomonossow-Universität mit dem Abschluss 1969 und wurde 1975 am späteren Nemesjanow-Institut für metallorganische Chemie der Akademie der Wissenschaften bei Alexander Nikolajewitsch Nesmejanow promoviert (über die Chemie von Ferrocen und ähnlichen Komplexen). Ab 1978 war er am Semjonow-Institut der Akademie der Wissenschaften in Moskau. 2013 habilitierte er sich (russischer Doktortitel). Er ist leitender Wissenschaftler in der Abteilung Kinetik und Katalyse des Semjonow-Instituts.
Er war Gastwissenschaftler und Gastprofessor in Brasilien, Frankreich, Prag, Indien, Italien, Japan, an der RWTH Aachen, der Schweiz, Thailand, Portugal, York und der University of Florida.
Er befasste sich mit metallorganischer Chemie, Metallkomplexen in der Katalyse insbesondere in der Oxidation von Kohlenwasserstoffen, Aktivierung und Funktionalisierung von C-H-Bindungen in gesättigten und aromatischen Kohlenwasserstoffen, mit Photokatalyse, biomimetischer Oxidation und grüner Chemie.
Mit Alexander Jewgenjewitsch Schilow entdeckte er 1979 die Metallisierungsreaktion von Aromaten mit Hexachlor-Platin unter Einwirkung von Wärme, Licht oder Gammastrahlung (und Weiterentwicklungen in den 1980er Jahren: photoelektrophile Substitution in Aromaten, Photoplatinierung, Photodehydrierung). Er entwickelte mehrere effiziente Katalysierungsreaktionen der Oxidierung von gesättigten Kohlenwasserstoffen mit Chlordidkomplexen von Übergangsmetallen und Hydroformylierungsreaktionen.
Er veröffentlichte auch populärwissenschaftliche Chemiebücher in Russisch.
Seine Ehefrau Lidija Schulpina ist auch Wissenschaftlerin am Semjonow-Institut. 
Er war korrespondierendes Mitglied der Portugiesischen Akademie der Wissenschaften. 2017 gehörte er zu den Clarivate Citation Laureates (mit John Bercaw und Robert Bergman für Beiträge zur C-H-Aktivierung).
Schulpin starb am 3. März 2023 im Alter von 76 Jahren.

## Schriften
- mit S. P. Gubin: Die Chemie von Komplexen mit Metall-Kohlenstoff Bindungen,  Nowosibirsk, Nauka, 1984 (Russisch)
- Fesselnde Chemie, Moskau 1984, 2. Auflage 2011 (Russisch)
- Die Welt ungewöhnlicher Moleküle: Organometallische Komplexe, Moskau: Nauka 1986 (Russisch)
- Chemie für Jedermann, Moskau 1987 (Russisch, auch mit einer spanischen Ausgabe, erschienen in Moskau 1990)
- Organische Reaktionen katalysiert von Metall-Komplexen, Moskau: Nauka, 1988 (Russisch)
- Learning about Chemistry, Moskau: MIR 1989 (in Englisch)
- mit A. E. Shilov: Activation and Catalytic Reactions of Saturated Hydrocarbons in the Presence of Metal Complexes, Kluwer Academic Publishers, 2000
- Metal-catalysed hydrocarbon oxygenations in solutions: the dramatic role of additives: a review, J. Mol. Catal. A: Chem., Band 189,  2002, S. 39–66
- Oxidations of C–H Compounds Catalyzed by Metal Complexes, Band 2, Wiley-VCH  2004, Kapitel 2.2, S. 215–241.
- mit A. E. Shilov: Activation of C–H Bonds by Metal Complexes, Chem. Rev., Band 97, 1997, S. 2879–2932
- Selectivity enhancement in functionalization of C–H bonds: A review, Org. Biomol. Chem., Band 8,  2010, S. 4217–4228